# Gertrudenkloster
Gertrudenkloster heißen zahlreiche Klöster.
Historische Klöster heißen meist nach der Hl. Gertrud von Nivelles (626–659), Äbtissin des Klosters Nivelles in Belgien. Sie war Benediktinerin, daher ist der Name für Benediktinerinnen-Abteien verbreitet. Daneben findet sich aber auch Benennungen nach der Hl. Gertrud von Helfta (1256–1301/2), Nonne im Kloster Helfta bei Eisleben, die Zisterzienserin war und in modernerer Zeit für Patrozinien rezipiert wird.

## Bestehende Klöster
- Benediktinerinnenabtei St. Gertrud in  Kummersdorf-Alexanderdorf (Am Mellensee), Teltow-Fläming, Brandenburg (gegr. 1899; Gertrud von Helfta)
- Benedictine Sisters of the Monastery of St. Gertrude in Cottonwood (Idaho), USA[1],  Idaho Corporation of Benedictine Sisters (gegr. 1906; Filialkloster des Benediktinerinnenklosters St. Andreas in Sarnen OW[2]; Gertrud von Helfta)
- Convent of St. Gertrude in Imiliwaha, Iringa, Tansania (Diözese Njombe, gegr. 1968)[3][4]
- Benedictine Sisters of the Monastery of St. Gertrude in Ridgely (Maryland), USA (gegr. 1887)[5]
- Benediktinerinnenabtei St. Gertrud in Tettenweis, Diözese Passau (gegr. 1899; Gertrud von Helfta)

## Ehemalige Klöster
- Benediktinerinnenkloster Sankt Gertrud in Franken (12. Jh.–1857) in Neustadt am Main[6]
- Benediktinerinnenkloster Gertrudenberg-Osnabrück, Niedersachsen  (12. Jh.–1803)
- Dominikanerinnenkloster St. Gertrud (1257–1802)
- Kollegiatstift St. Gertrud in Horstmar, Nordrhein-Westfalen (1325–1806)
- Augustinerabtei Sint-Geertrui Leuven, Belgien (14. Jh.–1796)
- Zisterzienserinnenkloster St. Gertrud in Hedersleben, Sachsen-Anhalt, heute Tagungsstätte